# San Pedro de Tiquina

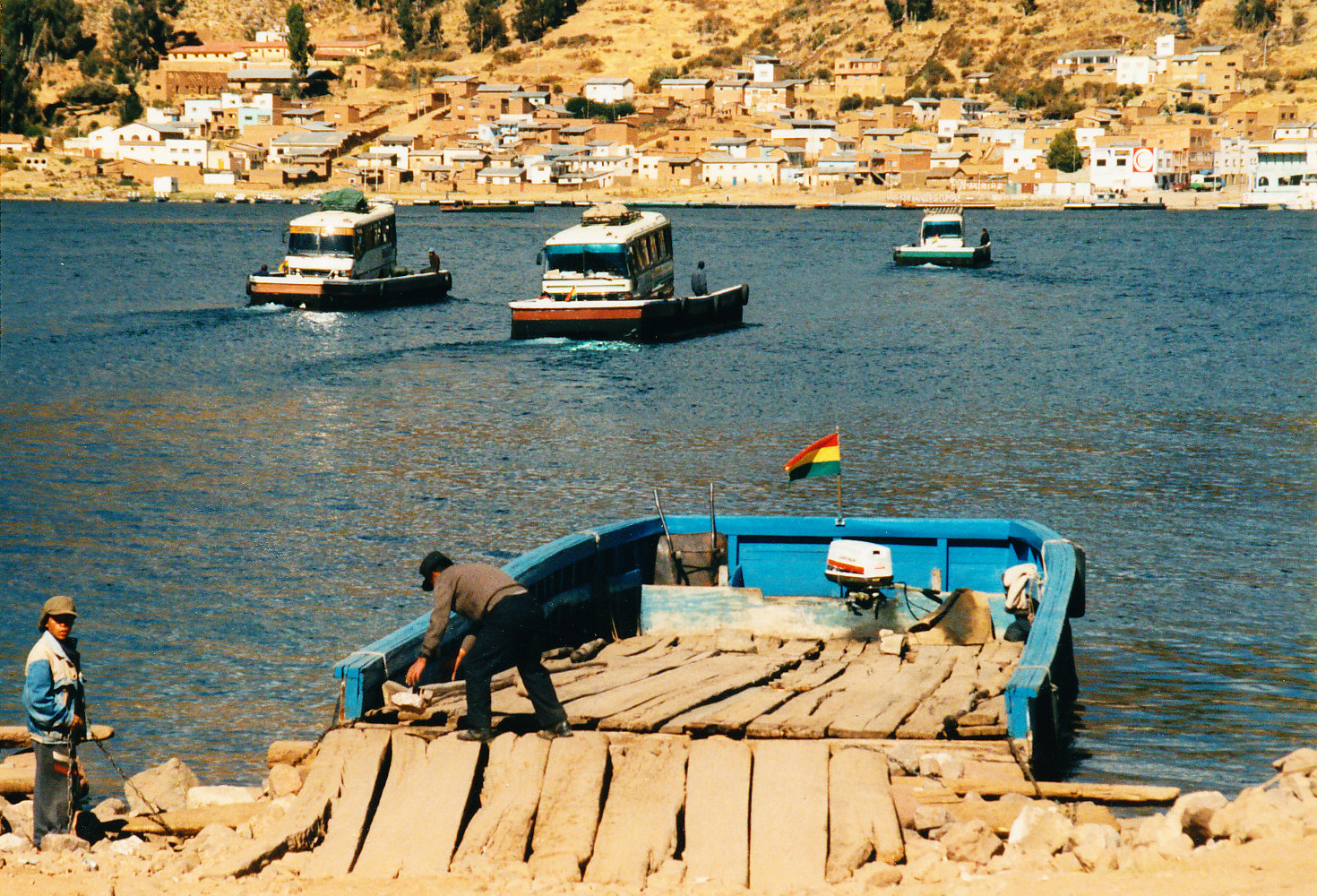
Überquerung der Straße von Tiquina bei San Pedro de Tiquina

San Pedro de Tiquina ist eine Ortschaft im Departamento La Paz im Hochland des südamerikanischen Anden-Staates Bolivien.

## Lage im Nahraum
San Pedro de Tiquina ist zentraler Ort des Municipios San Pedro de Tiquina in der Provinz Manco Kapac. Die Ortschaft liegt auf einer Höhe von 3846 m am Südwestufer der 800 m breiten Straße von Tiquina, die Nord- und Südteil des Titicacasees miteinander verbindet.

## Geographie
San Pedro de Tiquina liegt auf dem bolivianischen Altiplano zwischen den Anden-Gebirgsketten der Cordillera Occidental im Westen und der Cordillera Central im Osten. Die Region weist ein ausgeprägtes Tageszeitenklima auf, bei der die mittleren täglichen Temperaturschwankungen deutlicher ausfallen als die mittleren jahreszeitlichen Schwankungen.
Die Jahresdurchschnittstemperatur der Region liegt bei etwa 8 °C (siehe Klimadiagramm Copacabana), die Monatswerte schwanken nur unwesentlich zwischen knapp 6 °C im Juni/Juli und 10 °C im November/Dezember. Der Jahresniederschlag beträgt etwa 700 mm, die Monatsniederschläge liegen zwischen unter 10 mm in den Monaten Juni und Juli und 150 mm im Januar und Februar.

## Verkehrsnetz
San Pedro de Tiquina liegt in einer Entfernung von 107 Straßenkilometern nordwestlich von La Paz, der Hauptstadt des gleichnamigen Departamentos.
Von La Paz führt die asphaltierte Nationalstraße Ruta 2 in nordwestlicher Richtung über Huarina nach San Pablo de Tiquina, überquert hier die Straße von Tiquina nach San Pedro de Tiquina und führt weiter vierzig Kilometer bis Copacabana und von dort noch einmal acht Kilometer bis Khasani an der peruanischen Grenze.

## Bevölkerung
Die Einwohnerzahl der Ortschaft ist in den vergangenen beiden Jahrzehnten um etwa ein Fünftel zurückgegangen:
| Jahr | Einwohner | Quelle       |
| ---- | --------- | ------------ |
| 1992 | 874       | Volkszählung |
| 2001 | 839       | Volkszählung |
| 2012 | 694       | Volkszählung |
| 2024 |           | Volkszählung |

Die Region weist einen hohen Anteil an Aymara-Bevölkerung auf, im Municipio San Pedro de Tiquina sprechen 92,5 Prozent der Bevölkerung Aymara.

## Wirtschaft
San Pedro ist wichtigster Stützpunkt der bolivianischen Marine, die seit dem Salpeterkrieg der Jahre 1879 bis 1884 mit Chile keinen direkten Zugang mehr zum Pazifischen Ozean hat. Die Basis in San Pedro ist daher Stützpunkt für die Übungen der bolivianischen Flotte auf dem Titicaca-See.